# Medicinicum Lech
Medicinicum Lech er en folkesundhedsbegivenhed, der har siden 2014 været afholdt årligt i Lech am Arlberg. Det er og er Vorarlbergs største folkesundhedsbegivenhed.

## Medicinsk konference ved Arlberg
Hvor filosofferne mødes ved Arlberg i efteråret til Philosophicum Lech, så er sundhed i fokus i begyndelsen af juli. Videnskabelig direktør og medgrundlægger er Dr. Markus M. Metka, der er født i Feldkirch, og som har beskæftiget sig en del med sund aldring. Konceptet er at invitere forskere og andet medicinsk fagfolk til at holde foredrag i en bevidst helhedsorienteret tilgang, der i lige så høj grad trækker på vestlig som østlig medicin, samt alternativ medicin, men også humanistiske forskere, såsom filosoffer og sociologer holder foredrag. Man ønsker også at inddrage miljømæssige spørgsmål, idet man mener, at et sundt klima sikrer sundere mennesker.
Foruden forelæsninger og diskussioner støttes Medicinicum af mange andre, mere afslappende, arrangementer. Der tilbydes madlavningskurser, urtevandringer, vinsmagning eller yogasessioner, hvor det sunde liv kan afprøves i praksis i naturen på og ved Arlberg.

## Historie
- 2014: Jung bleiben – alt werden (Bliv ung - blive gammel)
- 2015: Lass Nahrung deine Medizin sein (Lad ernæring være din medicin)
- 2016: Stress – Fluch oder Segen? (Stress - forbandelse eller velsignelse?) Vær sund i hektiske tider
- 2017: Viele Wege führen zu Gesundheit – Rezepte aus Ost und West (Mange veje fører til sundhed - opskrifter fra øst og vest)
- 2018: Genuss – Sucht – Gesundheit (Nydelse - Afhængighed - Sundhed)
- 2019: Der gesunde Mensch in einer gesunden Umwelt (Det sunde menneske i en sund omverden)
- 2020: "Ewig Jung! Auf dem Weg zur Unsterblichkeit" ((Evigt ung - søgen efter udødeligheden)[1]
- 2021: "Ewig Jung! Auf dem Weg zur Unsterblichkeit" ((Evigt ung - søgen efter udødeligheden)[1]